# Signed, Sealed, Delivered I'm Yours
Pour les articles homonymes, voir Signed, Sealed, Delivered (homonymie).
Singles de Stevie Wonder
Never Had a Dream Come True
(1970) Heaven Help Us All
(1970)
Signed, Sealed, Delivered I'm Yours est une chanson de Stevie Wonder parue en 1970 chez Tamla Records, tirée de l'album Signed, Sealed & Delivered.
Il s'agit du premier single autoproduit par Wonder. C'est aussi le premier titre qui lui offre deux nominations simultanées aux Grammy Awards.
Vendu à plus d'un million d'exemplaires, il compte plus de 100 reprises et obtient un disque de platine au Royaume-Uni.

## Version de Stevie Wonder
Le titre est co-écrit avec celle qui deviendra son épouse quelques semaines après la sortie du single, Syreeta Wright, et Lee Garrett (en), collaborateur occasionnel de Wonder.
Stevie Wonder enregistre une première version le 26 août 1969 au Hitsville USA (Studio A) de Detroit dans le Michigan. L'année suivante, des cuivres sont ajoutés le 26 février lors d'une session aux Golden World Studios de Detroit. De retour à Hitsville le 23 avril, des instruments sont ajoutés. La version finale est enregistrée le 28 avril via l'ajout des chœurs et sort finalement le 3 juin 1970 sous la référence T54196 chez Tamla Records.
Le titre crédite également Lula Mae Hardaway, qui n'est autre que la mère de Stevie Wonder. Il le justifiera par la suite en confiant en 2008 sur le plateau de Friday Night with Jonathan Ross (en) sur la BBC que le titre fut cité par sa mère alors qu'il travaillait sur la mélodie du morceau en question. En 2017, Lee Garrett réfuta toutefois cette annonce, mentionnant qu'il s'agissait simplement d'un cadeau de Wonder à sa mère.
Il s'agit du premier single sur lequel Wonder figure en tant que producteur unique,. Paul Riser (en) signe les arrangements.

### Analyse de James E. Perone
Le titre démontre la maturité de Stevie Wonder en tant qu'artiste soul. La voix est très différente de ce que l'on a l'habitude d'entendre sur ses titres précédents. Il chante à la manière d'un gospel, avec des sauts d'octave, plus proche du style de Philadelphie que d'un artiste Motown. Toutes ses respirations et ses émotions sont audibles en raison d'un chant plus proche du micro. Il adoptera ce style de chant pour ses prochains morceaux et influencera de grands noms comme Michael Jackson ou Prince.

### Musiciens
Au fil des phases d'enregistrement du morceau, on compte :
- Stevie Wonder : voix, clavier, percussions
- Syreeta Wright : chœurs
- Venetta Fields (en) : chœurs
- Lynda Laurence (en) : chœurs
- Bob Babbitt : guitare basse
- Eddie Willis : sitar
- Richard "Pistol" Allen (en) : percussions

### Classements
| Classement (1970)                      | Meilleure position |
| -------------------------------------- | ------------------ |
| États-Unis (Billboard Hot 100)         | 3                  |
| États-Unis (Billboard Hot R&B/Hip-Hop) | 1                  |
| États-Unis (Cash Box Top 100)          | 1                  |
| Canada (RPM Top Singles)               | 19                 |
| Royaume-Uni (UK Singles Chart)         | 15                 |

C'est le sixième titre de Wonder à se hisser en tête du Billboard Hot R&B où il restera durant 6 semaines.
| Classement annuel (1970)        | Meilleure position |
| ------------------------------- | ------------------ |
| États-Unis (Billboard Year-End) | 31                 |
| États-Unis (Cash Box Year-End)  | 23                 |

Le single sort une deuxième fois au Royaume-Uni en 2008 et atteint la 163ème position du classement le 20 septembre.

### Distinctions

#### Certifications
| Pays        | Certification | Ventes  |
| ----------- | ------------- | ------- |
| Royaume-Uni | Platine       | 600,000 |

#### Nominations
Le titre offre à Stevie Wonder deux nominations lors de la 13e cérémonie des Grammy Awards :
- dans la catégorie Meilleure performance vocale R&B masculine, en compétition avec The Thrill Is Gone de B.B. King (vainqueur), War de Edwin Starr, Patches de Clarence Carter et Engine No.9 de Wilson Pickett
- dans la catégorie Meilleure chanson R&B, en compétition avec Patches (en) (de Ron Dunbar (en) et General Johnson (en), vainqueurs), Somebody's Been Sleeping (en) (de Angelo Bond, General Johnson et Greg Perry), Groovy Situation (en) (de Herman Davis et Russell Lewis) et Didn't I (Blow Your Mind This Time) (en) (de Thom Bell et William Hart).

### Utilisation en politique
Durant la campagne présidentielle américaine de 2008, le titre est régulièrement diffusé après les discours de Barack Obama, devenant une sorte d'hymne,.
En 2012, son chef de stratégie de campagne, David Axelrod, utilise la chanson en tant que sonnerie de téléphone lorsqu'il reçoit un appel d'Obama.
Au Grant Park de Chicago, la chanson fut l'une des trois utilisées pour chauffer le public avant le discours de victoire et l'entrée sur scène de la famille Obama,.
À la Convention nationale démocrate de 2016, elle fut encore entendue à la fin du discours d'Obama, marquant l'arrivée d'Hillary Clinton sur la scène.
En 2020, à la sortie de A Promised Land compilant ses mémoires, Obama poste sur Instagram une liste de chansons pour l'accompagner, dont The Rising de Bruce Springteen, The Times They Are A-Changin de Bob Dylan ainsi que Sir Duke et Signed, Sealed Delivered I’m Yours de Stevie Wonder.

## Version de Peter Frampton
Singles de Peter Frampton
I'm in You
(1977) Tried to Love
(1977)
En 1977, Peter Frampton enregistre la chanson sur son album I'm in You (en)
Le single sort sous la référence 1972-S chez A&M Records et voit le 'I'm Yours' placé entre parenthèses.

### Musiciens
Les crédits du 45 tours (face A et B) mentionnent :
- Peter Frampton : voix, guitare, guitare basse, piano, orgue, synthétiseur
- Bob Mayo (en) : claviers, piano, chœurs
- John Siomos (en) : batterie, percussions
- Mike Finnigan (en)[25] : chœurs
- Ringo Starr : batterie, percussions
- Stanley Sheldon (en) : guitare basse, chœurs
- Stevie Wonder : harmonica

### Classements
| Classement (1977)              | Meilleure position |
| ------------------------------ | ------------------ |
| États-Unis (Billboard Hot 100) | 18                 |
| États-Unis (Cash Box)          | 13                 |
| États-Unis (Cash Box R&B)      | 96                 |
| Canada (RPM)                   | 13                 |
| Nouvelle-Zélande               | 24                 |

| Classement annuel (1977)       | Meilleure position |
| ------------------------------ | ------------------ |
| États-Unis (Billboard Top End) | 125                |
| Canada (RPM Year-end)          | 117                |

## Version de Boys Town Gang
Singles de Boys Town Gang
Can't Take My Eyes Off You
(1982) Come and Get Your Love
(1982)
En 1982, Boys Town Gang enregistre une version disco (référence ERC-L 102/RAMSH-1105) qui elle aussi se classe dans plusieurs pays.

### Formats
| 1. | Signed, Sealed, Delivered (I'm Yours) | 3:17 |
| 2. | Disco Kicks (Remix)                   | 4:04 |

| 1. | Signed, Sealed, Delivered (I'm Yours)     | 5:43 |
| 2. | Disco Kicks (Remix)                       | 9:34 |
| 3. | Can't Take My Eyes Off You (Jazz Version) | 4:42 |

### Classements
| Classement (1982)                     | Meilleure position |
| ------------------------------------- | ------------------ |
| Royaume-Uni (UK Singles Chart)        | 50                 |
| Pays-Bas (Single Top 100)             | 9                  |
| Pays-Bas (Nederlandse Top 40)         | 8                  |
| Belgique (Ultratop 50 néerlandophone) | 7                  |

| Classement annuel (1982)        | Meilleure position |
| ------------------------------- | ------------------ |
| Pays-Bas (Top 40 Jaaroverzicht) | 87                 |

## Version de Blue
Singles de Blue
Guilty
(2003) Breathe Easy
(2004)
Signed, Sealed, Delivered I'm Yours est repris en 2003 par le boy band anglais Blue. Leur version contient des extraits vocaux d'Angie Stone et de Stevie Wonder, tous deux crédités sur le titre via un featuring. Il s'agit du deuxième single du groupe issu de leur troisième album Guilty.
Le single a culminé à la 11e place du UK Singles Chart. Au Japon, la chanson a été publiée en double face A avec le morceau exclusif japonais The Gift.
Janet Jackson fut approchée pour reprendre le titre avec Blue, mais cela n'a pu se faire en raison d'emplois du temps incompatibles.

### Formats
| 1. | Signed, Sealed, Delivered... I'm Yours | 3:39 |
| 2. | One Love                               | 3:25 |

| 1. | Signed, Sealed, Delivered... I'm Yours (Radio Edit) | 3:33 |
| 2. | 4 Play                                              | 4:14 |
| 3. | Guilty (Original Demo)                              | 4:14 |
| 4. | Signed, Sealed, Delivered... I'm Yours (Video)      | 3:33 |

| 1. | The Gift                                            | 4:58 |
| 2. | Signed, Sealed, Delivered... I'm Yours (Radio Edit) | 3:33 |
| 3. | 4 Play                                              | 3:22 |
| 4. | Guilty (Original Demo)                              | 3:25 |

### Classements
| Classement (2003–04)                   | Meilleure position |
| -------------------------------------- | ------------------ |
| Allemagne (GfK Entertainment)          | 29                 |
| Australie (ARIA)                       | 31                 |
| Autriche (Ö3 Austria Top 40)           | 35                 |
| Belgique (Flandre Ultratop 50 Singles) | 38                 |
| Belgique (Wallonie Ultratip 50)        | 3                  |
| Chine (China Top 20)                   | 1                  |
| Danemark (Tracklisten)                 | 7                  |
| Écosse (OCC)                           | 11                 |
| Espagne (PROMUSICAE)                   | 12                 |
| Hongrie (Rádiós Top 40)                | 12                 |
| Irlande (IRMA)                         | 17                 |
| Italie (FIMI)                          | 11                 |
| Nouvelle-Zélande (RIANZ)               | 22                 |
| Pays-Bas (Nederlandse Top 40)          | 11                 |
| Pays-Bas (Single Top 100)              | 16                 |
| Roumanie (Romanian Top 100)            | 37                 |
| Royaume-Uni (UK Singles Chart)         | 11                 |
| Suède (Sverigetopplistan)              | 36                 |
| Suisse (Schweizer Hitparade)           | 53                 |
| Taïwan (Taiwan Top 10)                 | 3                  |
| Union européenne (Europe Top 100)      | 99                 |

| Classement (2003)              | Position |
| ------------------------------ | -------- |
| Royaume-Uni (UK Singles Chart) | 168      |

| Classement (2004)               | Position |
| ------------------------------- | -------- |
| Hongrie (Rádiós Top 40)         | 82       |
| Pays-Bas (Top 40-Jaaroversicht) | 99       |
| Royaume-Uni (UK Singles Chart)  | 192      |

## Autres reprises
Informations issues de SecondHandSongs, sauf mentions complémentaires.

### Reprises classées
- En 1988, Ruby Turner (en) sur l'album The Motown Song Book, et atteint la 77e du classement britannique[63],
- Colton Ford et Pepper Mashay (en) en font une reprise club en 2004 qui atteint la 9e position au Dance Club Songs[64] et 25e au Dance Singles Sales (en)[65],
- En 2014, la version de Josh Kaufman se classe à la 31e position du Billboard Hot 100[66].

### Autres version
On dénombre plus d'une centaine de reprises, dont :
- En 1970, par Jimmy McGriff sur Soul Sugar,
- En 1971, King Curtis sur son album Live At Fillmore West,
- En 1975, The Osmonds sur leur album Around the World, Live in Concert,
- En 1980, Syreeta Wright sur son second album Syreeta Wright,
- En 1981, Jermaine Jackson sur son album I Like Your Style (en),
- En 1988, Chaka Khan le publie en première piste sur son album CK (en), avec Wonder à l'harmonica[5],
- En 2000, Samantha Mumba enregistre une version qui apparait sur la version britannique[67] et la réédition japonaise[68] de son album Gotta Tell You (en), ainsi que sur sa compilation The Collection[69],
- En 2003, Michael McDonald, pour le premier des deux volumes de sa compilation Motown,
- Une reprise principalement instrumentale de James Taylor parait en 2007 sur l'album Don't Mess with Mr. T: James Taylor Quartet Plays Motown,
- En 2009, Mark Whitfield sur Songs of Wonder,
- En 2010, Craig David reprend la chanson sur son cinquième album, dont le titre s'inspire lui aussi de la chanson, Signed Sealed Delivered,
- Michael Bolton en fait une reprise en 2013 sur son album Ain't No Mountain High Enough: A Tribute to Hitsville U.S.A. (en),
- En 2017, John Legend réalise une reprise dans le cadre de la levée de fonds organisée par The Art of Elysium (en)[70],
- En 2017, par Rufus Wainwritght[71],
- En 2018, par The Fearless Flyers[72],
- En 2019, par Garou sur son album Soul City.

## Utilisation dans les médias
Sauf indication contraire, les informations mentionnées dans cette section peuvent être confirmées par la base de données cinématographiques IMDb,  présente dans la section « Liens externes ».Dans des films :
- En 1975, dans Aloha, Bobby and Rose de Floyd Mutrux,
- En 1994, dans Crooklyn de Spike Lee,
- En 1998, dans Livraison Express de Jason Bloom (en),
- En 1998, dans Souvenirs d'un été de Lesli Linka Glatter,
- En 1998, dans Vous avez un message de Nora Ephron,
- En 2001, dans La Vérité si je mens 2 de Thomas Gilou (mention dans le générique de fin),
- En tant que musique de fin pour Une affaire de cœur de Peter Howitt en 2004,
- En 2010, dans Valentine's Day de Garry Marshall,
- En 2012, la chanson est intégrée dans un medley entendu dans Joyful Noise de Todd Graff, avec Dolly Parton et Queen Latifah,
- En 2014, Ronan Keating[73] enregistre une version pour le film (en) tiré de la série Pierre Martin le facteur,
- En 2018, dans Petits Coups Montés de Claire Scanlon (en).

Dans des séries :
- En 1987 et 1989, dans Femmes d'affaires et Dames de cœur (saison 2 épisode 11, puis saison 3 épisode 13)
- En 1995, dans Chicago Hope (saison 1, épisode 20)
- En 2007, dans Doctors (saison 9, épisode 108)
- En 2008, dans Les Feux de l'amour (saison 1, épisode 8959)
- En 2012, dans How I Met Your Mother (saison 8, épisode 6)
- En 2012, dans The Office (saison 8, épisode 19)
- En 2013, dans Glee, Becca Tobin la chante dans l'épisode Wonder-ful (en) (saison 4, épisode 21).

Dans des émissions :
- En 1995, Kim Wilde reprend le titre dans la version britannique de l'émission N'oubliez pas votre brosse à dents.
- Le titre de Stevie Wonder est régulièrement repris dans diverses émissions de variétés américaines ou anglosaxonnes : Good Morning Britain, The Voice, The Tonight Show Starring Jimmy Fallon, X Factor, The Late Late Show with James Corden, Dancing with the Stars, Duets (série TV) (en), American Idol, Jimmy Kimmel Live!, The Oprah Winfrey Show...

Dans des publicités :
- Au milieu des années 1990, Mazda réalise une série de publicités utilisant une version modifiée du titre de Wonder en remplaçant les paroles originales par Here it is/Signed, sealed, delivered/It's yours![74].